# Europäischer Filmpreis/Beste Komödie
Gewinner und Nominierte des Europäischen Filmpreises in der Kategorie Beste Komödie (European Comedy). Die Sparte wurde 2013 ins Leben gerufen, nachdem in der seit 1988 eingeführten Kategorie Bester Film verstärkt Dramen nominiert bzw. ausgezeichnet worden waren. Im Gegensatz zur Kategorie Bester Film werden die Nominierungen für die beste Filmkomödie von einem Auswahlkomitee zusammengestellt.
Die unten aufgeführten Filme werden mit ihrem deutschen Verleihtitel (sofern ermittelbar) angegeben, danach folgt in Klammern in kursiver Schrift der Originaltitel und der Name des Regisseurs. Die Nennung des Originaltitels entfällt, wenn deutscher und Originaltitel identisch sind. Die Gewinner stehen hervorgehoben an erster Stelle.

## 2010er-Jahre
2013
Love Is All You Need (Den skaldede frisør) – Regie: Susanne Bier
- Benvenuto Presidente! – Regie: Riccardo Milani
- Fliegende Liebende (Los amantes pasajeros) – Regie: Pedro Almodóvar
- Gott verhüte! (Svećenikova djeca) – Regie: Vinko Brešan

2014
Die Mafia mordet nur im Sommer (La mafia uccide solo d’estate) – Regie: Pierfrancesco Diliberto
- Carmina & Amen (Carmina y Amén) – Regie: Paco León
- Le Weekend (Le Week-End) – Regie: Roger Michell

2015
Eine Taube sitzt auf einem Zweig und denkt über das Leben nach (En duva satt på en gren och funderade på tillvaron) – Regie: Roy Andersson
- Das brandneue Testament (Le tout nouveau testament) – Regie: Jaco Van Dormael
- Verstehen Sie die Béliers? (La Famille Bélier) – Regie: Éric Lartigau

2016
Ein Mann namens Ove (En man som heter Ove) – Regie: Hannes Holm
- Er ist wieder da – Regie: David Wnendt
- Unterwegs mit Jacqueline (La Vache) – Regie: Mohamed Hamidi

2017
The Square – Regie: Ruben Östlund
- King of the Belgians – Regie: Jessica Woodworth und Peter Brosens
- Vincent – Regie: Christophe Van Rompaey
- Willkommen bei den Hartmanns – Regie: Simon Verhoeven

2018
The Death of Stalin – Regie: Armando Iannucci
- Das Leben ist ein Fest (Le sens de la fête) – Regie: Olivier Nakache und Éric Toledano
- Diamantino – Regie: Gabriel Abrantes und Daniel Schmidt

2019
The Favourite – Intrigen und Irrsinn (The Favourite) – Regie: Giorgos Lanthimos
- Ditte & Louise – Regie: Niclas Bendixen
- Tel Aviv on Fire (תל אביב על האש, Tel Aviv al ha'esh) – Regie: Sameh Zoabi

## 2020er-Jahre
2020
Ein Triumph (Un triomphe) – Regie: Emmanuel Courcol
- Ladies of Steel (Teräsleidit) – Regie: Pamela Tola
- Die obskuren Geschichten eines Zugreisenden (Ventajas de viajar en tren) – Regie: Aritz Moreno

2021
Ninjababy – Regie: Yngvild Sve Flikke
- The Morning After / Belle Fille – Regie: Méliane Marcaggi
- The People Upstairs / Sentimental – Regie: Cesc Gay

2022
Der perfekte Chef (El buen patrón) – Regie: Fernando León de Aranoa
- Cop Secret – Regie: Hannes Þór Halldórsson
- In den besten Händen (La fracture) – Regie: Catherine Corsini